# بزیان
بزیان (به لاتین: Caprinae) زیرخانواده‌ای با جثه متوسط از خانواده گاوان است که از گونه‌های مهم آن می‌توان به بزها و گوسفندها اشاره کرد.

## گونه‌ها
خانواده گاوان
- زیرخانواده بزیان
  - تبار Oviboviniتاکین (Budorcas taxicolor)بز کوهی اسپانیایی (Capra pyrenaica)بز کوهی نوبه‌ای (Capra nubiana)گوسفند آبی هیمالیا (Pseudois nayaur)
    - سرده تاکین
      - تاکین, Budorcas taxicolor

    - سرده گاو مشک
      - گاو مشک, Ovibos moschatus

  - تبار Caprini
    - سرده گوسفند بربری

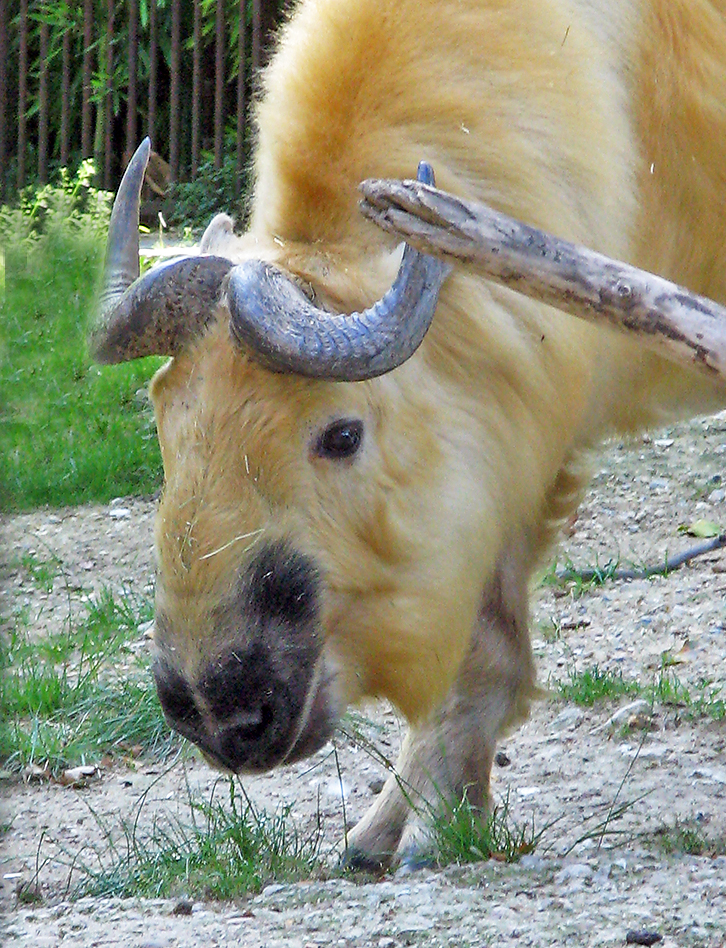
تاکین (Budorcas taxicolor)

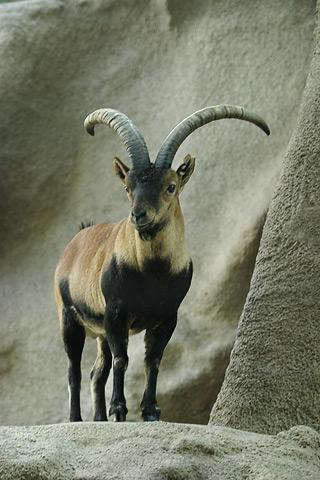
بز کوهی اسپانیایی (Capra pyrenaica)

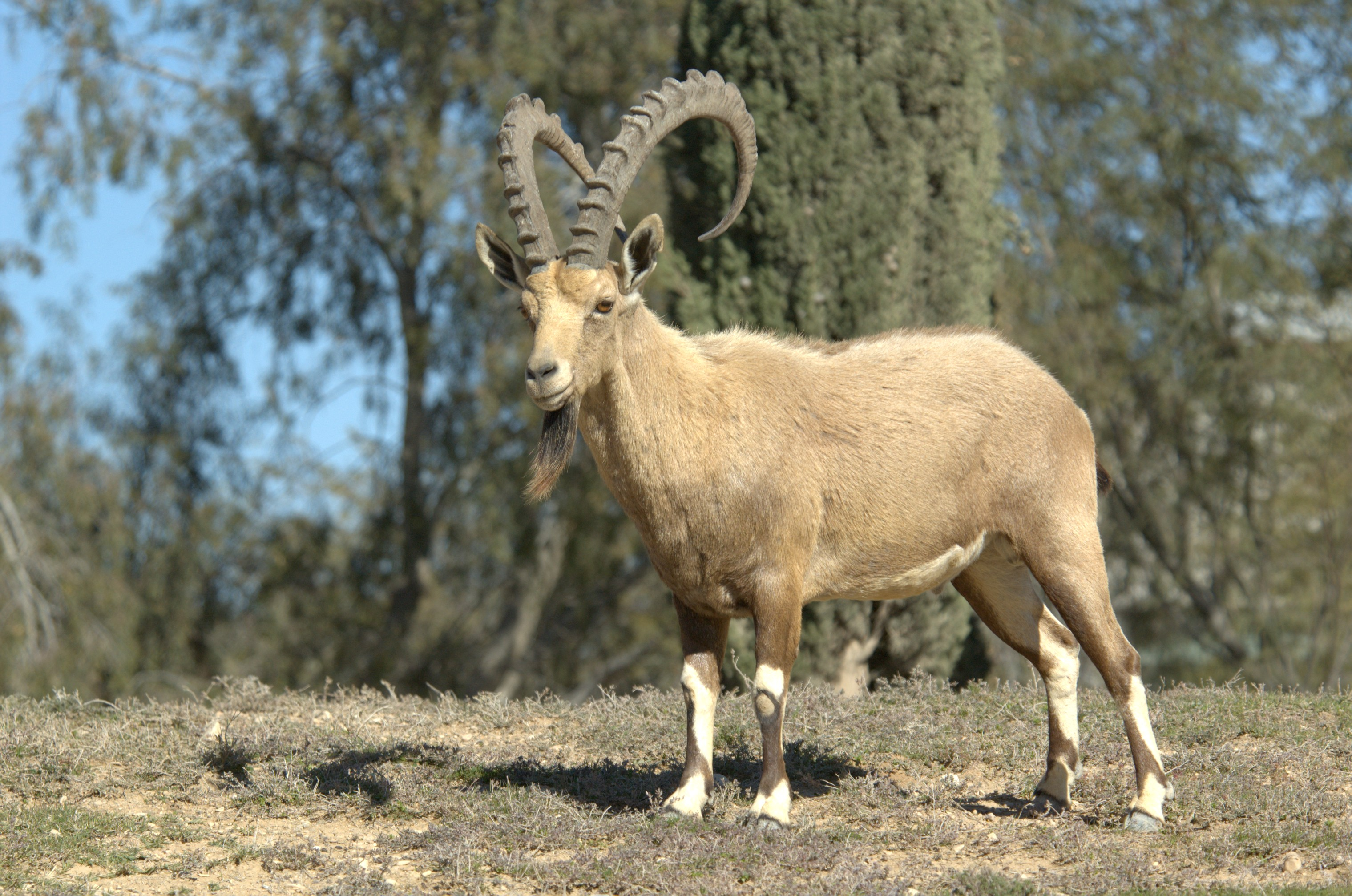
بز کوهی نوبه‌ای (Capra nubiana)

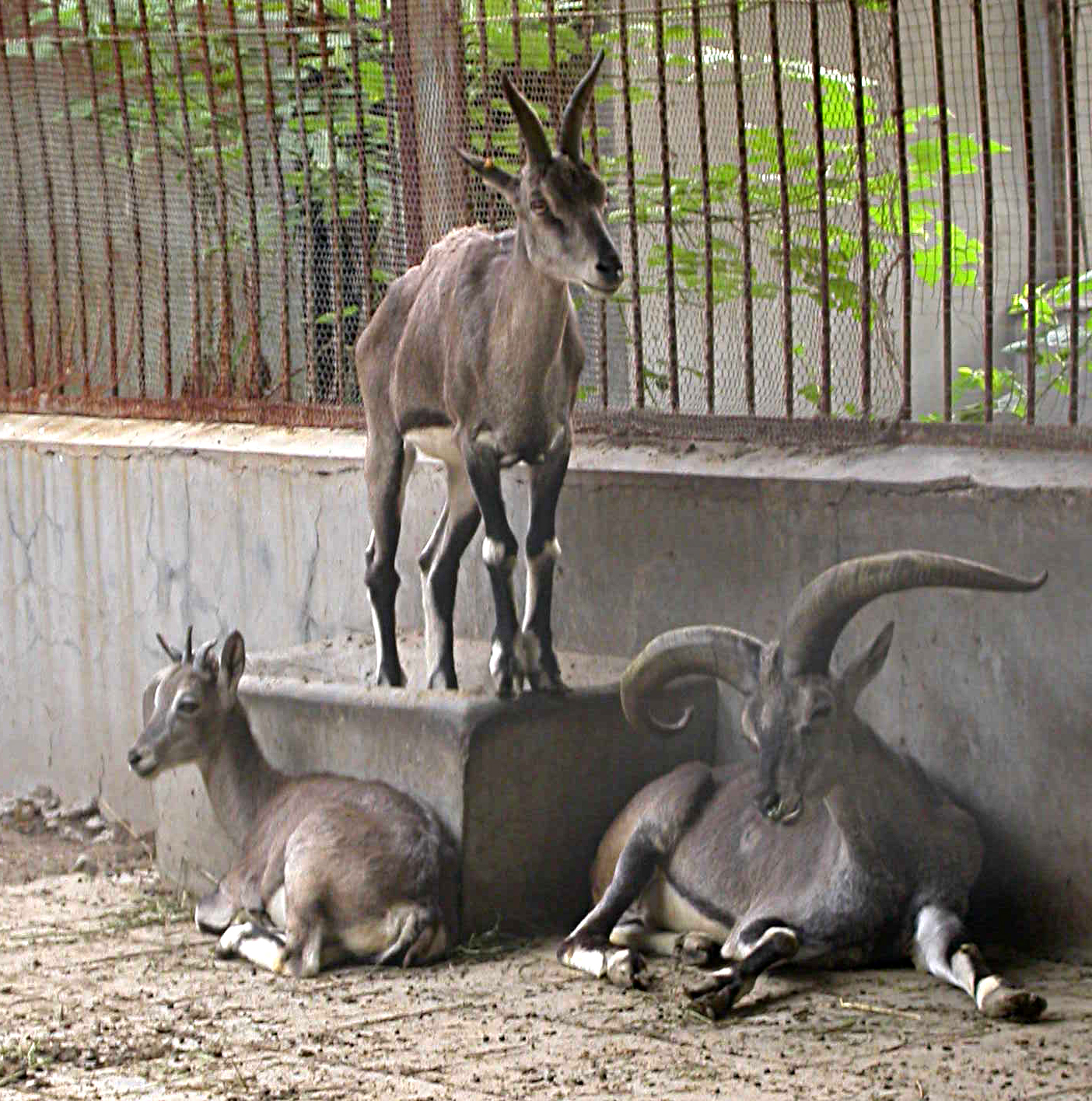
گوسفند آبی هیمالیا (Pseudois nayaur)

      - گوسفند بربری, Ammotragus lervia

    - سرده بز عربی
      - بز عربی, Arabitragus jayakari

    - سرده بزهای کوهی
      - کل و بز, Capra aegagrus
        - بز اهلی, Capra aegagrus hircus

      - بز کوهی قفقاز غربی, Capra caucasia
      - بز کوهی داغستانی, Capra cylindricornis
      - مارخور, Capra falconeri
      - بز کوهی آلپ, Capra ibex
      - بز کوهی نوبه‌ای, Capra nubiana
      - بز کوهی اسپانیایی, Capra pyrenaica
      - بز کوهی سیبری, Capra sibirica
      - بز کوهی والیا, Capra walie

    - سرده بز کوهی هیمالیایی
      - بز کوهی هیمالیایی, Hemitragus jemlahicus

    - سرده قوچ‌ومیش
      - غرم, Ovis ammon
      - گوسفند اهلی، Ovis aries
      - گوسفند بزرگ‌شاخ, Ovis canadensis
      - گوسفند دال, Ovis dalli
      - گوسفند وحشی, Ovis musimon
      - گوسفند برفی, Ovis nivicola
      - گوسفند اوریال, Ovis orientalis

    - سرده بز کوهی نیلگیری
      - بز کوهی نیلگیری, Nilgiritragus hylocrius

    - سرده گوسفندهای آبی
      - گوسفند آبی هیمالیا (Himalayan blue sheep), Pseudois nayaur
      - گوسفند آبی کوتوله, Pseudois schaeferi

  - تبار Naemorhediniگورال هیمالیا (Nemorhaedus goral)
    - سرده سرو (بز)
      - سرو ژاپنی, Capricornis crispus

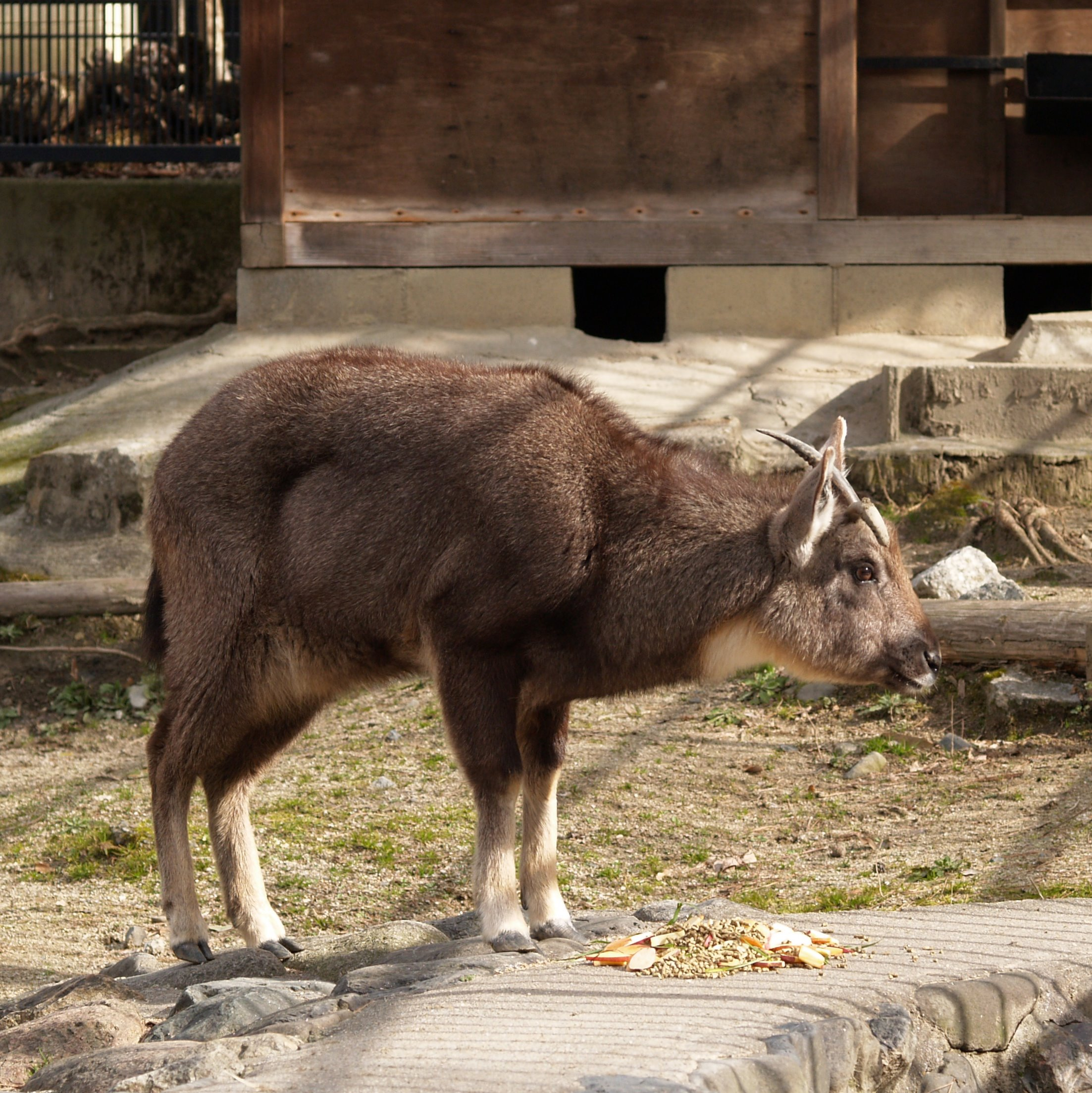
گورال هیمالیا (Nemorhaedus goral)

      - Sumatran serow, Capricornis sumatraensis
      - سرو تایوانی, Capricornis swinhoei
      - سرو چینی, Capricornis milneedwardsii
      - سرو سرخ, Capricornis rubidus
      - سرو هیمالیایی Capricornis thar

    - سرده گورال
      - گورال قرمز, Nemorhaedus baileyi
      - گورال چینی, Nemorhaedus griseus
      - گورال هیمالیا, Nemorhaedus goral
      - گورال دم‌دراز, Naemorhedus caudatus

    - سرده بز کوهی آمریکای شمالی
      - بز کوهی راکی, Oreamnos americanus

    - سرده بزهای کوهی اروپایی
      - بز کوهی پیرنیه, Rupicapra pyrenaica
      - بز کوهی اروپایی, Rupicapra rupicapra